# 石灰
石灰是生石灰的俗稱，主要成分是氧化鈣（CaO）。把生石灰和水混合產生化學反應，就會產生出熟石灰（消石灰，學名氫氧化鈣（Ca(OH)2）。熟石灰在一升水中溶解1.56克，它的饱和溶液称为石灰水，呈碱性，與二氧化碳產生化學反應後，會產生碳酸鈣（石灰石，CaCO3），碳酸钙加热后进行热分解反应，又形成氧化钙（CaO）和二氧化碳（CO2）。

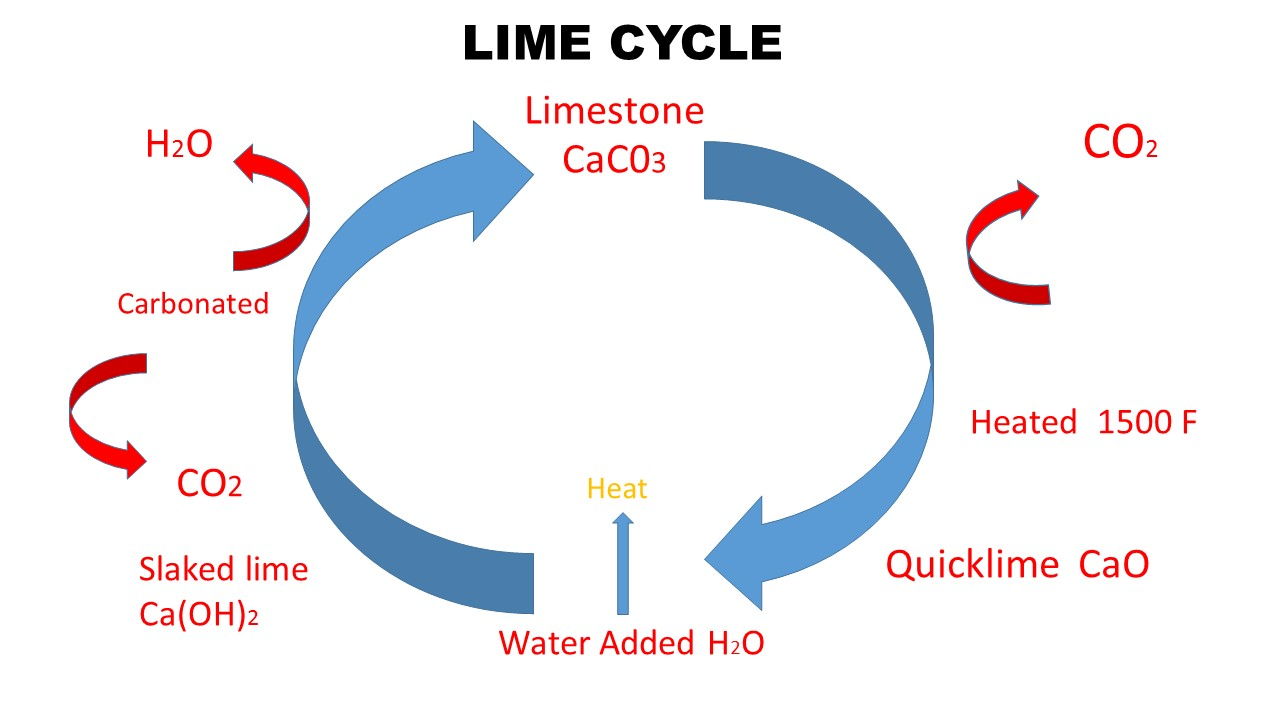
石灰的演化循环示意图。

## 製備
生石灰是由石灰岩或貝殼煅烧后得到的。
石灰岩和貝殼的主要成分是碳酸钙。
方法是先把碳酸鈣加熱至攝氏1100度，碳酸鈣就会分解成氧化钙与二氧化碳。将二氧化碳排出，就可製成生石灰。
這個化学反應的方程式如下：
CaCO3 → CaO + CO2
石灰的制法，人類早在信史之前的時代就已經知道。這在考古學家在海邊先民的遺蹟可以找到證據。

## 用途
另外，由於石灰的原材料很普遍，製作成本低廉，石灰粉經常被用在乾燥劑，放在食物（主要是零食）的包裝內。
古羅馬人在建築時，會把石灰和火山灰混合起來成為建築原料，是為史上最早之水泥。

## 參看
- 不同種類的石灰：
  1. 生石灰　CaO
  2. 熟石灰　Ca(OH)2
  3. 石灰石，或稱作石灰岩　CaCO3
- 土壤改良
- 乾燥劑